# Colin Dann
Colin Dann (Richmond, 30 agosto 1943) è uno scrittore inglese.
È principalmente conosciuto per la sua serie di libri The Animals of Farthing Wood, che è stata successivamente adattata in una serie a cartoni animati intitolata in Italia Le avventure del bosco piccolo.

## Libri

### Serie "Farthing Wood"
- The Animals of Farthing Wood (1979)
- In the Grip of Winter (1981)
- Fox's Feud (1982)
- Fox Club Bold (1983)
- The Siege of White Deer Park (1985)
- In the Path of the Storm (1989)
- Battle for the Park (1992)
- Farthing Wood - The Adventure Begins (1994), prequel della saga

### Serie "King of the Vagabonds"
- King of the Vagabonds (1987)
- The City Cats (1992)
- Copycat (1997)

### Serie "Lions of Lingmere"
- Journey to Freedom (1999)
- Lion Country (2000)
- Pride of the Plains (2002)

### Altre pubblicazioni
- The Ram of Sweetriver (1986)
- The Beach Dogs (1988)
- Just Nuffin (1990)
- A Great Escape (1990)
- A Legacy of Ghosts (1991)
- Nobody's Dog (1999)